# Hans Pettersson (musiker)
Hans Pettersson, född 19 maj 1830 i Gylle församling, Malmöhus län, död 20 januari 1907 i Hedvig Eleonora församling i Stockholm, var en svensk musiker. Han var bror till violinisten Anders Pettersson.

## Biografi
Pettersson anställdes 1854 som violoncellist vid kungliga dramatiska teaterns orkester i Stockholm och blev 1857 organist vid Hedvig Eleonora kyrka i sistnämnda stad. 
Han var även sånglärare vid Ladugårdslands läroverk. Pettersson blev associé i Kungliga Musikaliska Akademien 1906. Han vilar på Norra begravningsplatsen utanför Stockholm.